# Carmen Balagué
Carmen Balagué, née le 17 juillet 1952 à Barcelone, est une actrice espagnole. 

## Filmographie sélective

### Au cinéma
- 1994 : Todos los hombres sois iguales de Manuel Gómez Pereira
- 1995 : Bouche à bouche (Boca a boca) de Manuel Gómez Pereira
- 1996 : L'amour nuit gravement à la santé (El amor perjudica seriamente la salud) de Manuel Gómez Pereira
- 1999 : Tout sur ma mère (Todo sobre mi madre) de Pedro Almodóvar
- 1999 : Entre les jambes de Manuel Gómez Pereira
- 2000 : Nosotras de Judith Colell
- 2015 : Hablar de Joaquín Oristrell

### À la télévision
- 2004-2006 : Aquí no hay quien viva (série télévisée)